# Cheias de Charme
Cheias de Charme, soit « Pleines de charme » en français, est une série télévisée brésilienne diffusée du 16 avril au 28 septembre 2012 sur le réseau de télévision Globo. Créée par Filipe Miguez et Izabel de Oliveira qui en sont les scénaristes, elle est réalisée par Denise Saraceni et produite par Rede Globo.
Cheias de Charme est la 80e novela das sete du réseau Globo, soit la 80e série à occuper le créneau horaire d'avant-soirée de 19 heures qui précède la diffusion du journal télévisé de la chaîne, le JN. Elle succède à la série Aquele Beijo.
Les héroïnes de la série sont trois domestiques brésiliennes, interprétées par Taís Araújo, Leandra Leal et Isabelle Drummond, au service d'une chanteuse interprétée par Cláudia Abreu.